# Gégény
Gégény község Szabolcs-Szatmár-Bereg vármegyében, a Kemecsei járásban.

## Fekvése
A vármegye és a Nyírség középső-északi részén fekszik, a Rétköz délkeleti szélén.
A közvetlenül szomszédos települések: kelet felől Pátroha, délkelet felől Nyírtass, dél felől Berkesz, délnyugat felől Demecser, északnyugat felől pedig Dombrád.
A térség fontosabb települései közül Demecser 4, Pátroha 5, Berkesz és Nyírtass 6-6, Székely 7,5, Dombrád 11, Nyírbogdány 12, Ajak pedig 13 kilométer távolságra található.

### Különálló településrészei
- Feketetanya Gégény centrumától 4 kilométerre fekszik, északi irányban. 2011-es adatok szerint a lakónépessége 54 fő, a lakások száma 20 volt.[4]
- Mackótanya (vagy Maczkótanya) a központtól 3 kilométerre fekszik, északi irányban. 2011-es adatok szerint a lakónépessége 27 fő, a lakások száma 15 volt.[5]
- Tölgyestanya a község északi határszéle közelében fekszik, Gégény központjától 6 kilométerre. 2011-es adatok szerint a lakónépessége 63 fő, a lakások száma 23 volt.[6]

### Megközelítése
Közúton Demecser vagy Dombrád érintésével érhető el, mindkét város felől a 3827-es úton; határszélét délen érinti még a Berkeszt Demecserrel összekötő 3833-as út is.
Az ország távolabbi részei felől a 4-es főút felől közelíthető meg a legegyszerűbben, Székelynél letérve a 3831-es útra, majd onnan Demecsertől tovább a 3827-es úton.
Mindhárom különálló településrésze a faluközpontból Dombrád felé vezető 3827-es út mellett, vagy annak közelében fekszik, így közúton könnyen elérhetőek.
A hazai vasútvonalak közül a települést a Budapest–Záhony-vasútvonal érinti, melynek egy megállási pontja van itt. Gégény megállóhely a belterület déli szélén helyezkedik el, közúti elérését a 3827-es útból kiágazó 38 319-es számú mellékút teszi lehetővé.

## Nevének eredete
Neve ismeretlen eredetű, lehet, hogy a „gége” közszó képzős alakja, lehet személynév is.

## Története
A település nevét egy 1406-ban kelt oklevélbe foglalt adománylevélben említették először. Az adománylevél szerint a hazánkban 1387-1437-ig uralkodó Luxemburgi Zsigmond király a Gégényben lakó Mikust, Jánost és Herceg fia Bácsot szabolcsi várjobbágyai közül kiemelve nemesekké tette, Belgégény és Külgégény birtokokat adományozva nekik. A falu tehát a szabolcsi vár birtoka volt, az adományos családok utódait – bár rokonságuk nem bizonyítható – Gégényieknek nevezték.
Az említett 1406. évi oklevélben az eredeti adományosok negyedik és ötödik ízbeli fiú- és leányági utódai osztozkodtak a birtokon. Az egyik falura (Belgégény) a 14. század közepén – feltehetően házasság révén – több, közeli faluról elnevezett kisnemesi család (Lővei, Megyeri, Vajai, Sényői stb.) is birtokjogot formált. A 15. században a Várdai családbeli Miklós, Simon és Mátyás a Gégényi család egyik özvegyétől vétel útján jutott gégényi birtokához.
1556-ban 8 dézsmafizető háztartása volt, mintegy 40-45 lakossal. 1588-ban az Ibrányiaknak 15, a Nyakas testvéreknek 6, Megyery Boldizsárnak 7 jobbágya élt benne.
A 16. század végén a falu még két különálló település volt; ekkoriban már Külgégényt hívták Egyházasgégénynek, a Megyery és Nyakas család része ebben a faluban volt. A Várdai család 1611-ig – míg fiágon ki nem halt – itteni birtokát megtartotta, az osztozkodáskor a két falu felét bedegi Nyáry Pál kapta meg. Másik felén a 15–16. században a Megyery, a Petneházy, az Ibrányi és a Nyakas család osztozott. 1618-ban hat földesura volt, 36 jobbágyházzal. Négy év múlva Nyakas György egyházasgégényi birtokát a demecseriek pusztaként használták. A 18. század elejére ugyancsak pusztává lett a Megyeryek birtokrésze is.
1720-ban 4 telkes jobbágy és zsellércsalád lakta. A jobbágyfelszabadítás idejére a korábbi földesurak közül csak a Jósa és a Jármy családok maradtak meg, mellettük több birtokos (Mezőssy Tamás, Vay Ábrahám és a Borbély család) kisebb részeket bírt belőle; lakóinak száma 491 volt. 1870-ben 112 háza, 740 lakosa volt 4518 kat. holdnyi határán; 1910-ben 200 háza és 1500 lakosa volt.

## Közélete

### Polgármesterei
- 1990–1994: Ifj. Plósz András (független)[7]
- 1994–1998: Tenkely Józsefné (független)[8]
- 1998–2002: Tenkely Józsefné (független)[9]
- 2002–2006: Tenkely Józsefné (független)[10]
- 2006–2010: Tenkely Józsefné (független)[11]
- 2010–2014: Zakor Ildikó (független)[12]
- 2014–2019: Zakor Ildikó (független)[13]
- 2019–2024: Zakor Ildikó (független)[14]
- 2024– : Zakor Ildikó (független)[1]

## Népesség
A település népességének változása:
| Lakosok száma | 1975 | 1981 | 1935 | 1875 | 1759 | 1761 | 1738 |
|               | 2013 | 2014 | 2015 | 2021 | 2022 | 2023 | 2024 |

2001-ben a település lakosságának közel 100%-a magyar nemzetiségűnek vallotta magát.
A 2011-es népszámlálás során a lakosok 87,9%-a magyarnak, 1,5% cigánynak, 0,2% németnek mondta magát (12,1% nem nyilatkozott; a kettős identitások miatt a végösszeg nagyobb lehet 100%-nál). A vallási megoszlás a következő volt: római katolikus 23,4%, református 45,6%, görögkatolikus 9,1%, evangélikus 0,3%, felekezeten kívüli 1,7% (17,4% nem válaszolt).
2022-ben a lakosság 92,8%-a vallotta magát magyarnak, 2% cigánynak, 0,1-0,1% ukránnak, szlovénnak, görögnek, románnak és németnek, 0,9% egyéb, nem hazai nemzetiségűnek (7% nem nyilatkozott; a kettős identitások miatt a végösszeg nagyobb lehet 100%-nál). Vallásuk szerint 18,8% volt római katolikus, 42% református, 8,3% görög katolikus, 2% egyéb keresztény, 0,4% evangélikus, 3% felekezeten kívüli (25% nem válaszolt).

## Nevezetességei
- Református templom.
- Emlékpark.